# Easy Street
Easy Street é um filme mudo estadunidense de curta metragem de 1917, do gênero comédia, escrito, produzido, dirigido e protagonizado por Charles Chaplin para a Mutual Film Corporation.

## Sinopse
Carlitos é um vagabundo que conhece Edna em um centro de ajuda social no bairro por onde perambula. Para impressioná-la, ele aceita ocupar o posto vago do policial que supervisiona a Easy Street, na verdade uma rua sem lei. Ele tem que enfrentar o vigarista que domina a rua, e ajudar os pobres e defender as mulheres.
O poste de luz qua aparece na cena da briga ente o personagem de Chaplin e o vigarista acabou caindo em cima de Chaplin durante as filmagens, e ele foi parar no hospital.

## Elenco
- Charles Chaplin .... Vagabundo / guarda
- Edna Purviance .... moça que trabalha no centro de ajuda social
- Eric Campbell .... vigarista